# Hong Myung-bo
Hong Myung-Bo (Seül, Corea del Sud, 12 de febrer de 1969) és un exfutbolista sud-coreà. Va disputar 136 partits amb la selecció sud-coreana.